# Rasa dels Albins
La Rasa dels Albins és un torrent afluent per l'esquerra de la Riera de Llanera. Neix a poc més de 600 m. a llevant de Sant Serni de Llanera i prenent la direcció predominant cap a l'oest, s'escola cap a la Riera de Llanera on aboca les seves aigües a uns 600 m. al sud de la masia de Marquilles. Transcorre íntegrament pel terme municipal de Torà (Segarra) i la seva xarxa hidrogràfica, que també transcorre íntegrament pel dit terme municipal, està constituïda per l'esmentada rasa i un afluent per l'esquerra d'una longitud de 321 m. En conseqüència, la longitud total de la xarxa és de 2.827 m.